# New Radiant Sports Club
El New Radiant Sports Club es un equipo de fútbol de Maldivas que juega en la Dhivehi League, la liga de fútbol más importante del país.
Fue fundado en el año 1979 en la capital Malé y es el equipo más popular de Maldivas y en lo que es títulos el más exitoso a nivel internacional, ganando 8 veces el título de Liga, 10 veces campeón de la Copa FA de Maldivas en 17 finales, 4 Recopas de Nacionales en 7 finales, 3 Copas POMIS en 5 finales y 1 vez finalista de la Supercopa de Maldivas.
A nivel internacional ha participado en 13 torneos continentales, donde su mejor participación ha sido en la Copa de la AFC de 2005, donde fue eliminado en las Semifinales por el Al-Faisaly de Jordania.

## Palmarés
- Dhivehi League: 6

2006, 2012, 2013, 2014, 2015, 2017
- Campeonato Nacional de Maldivas: 11

1982, 1987, 1990, 1991, 1995, 1997, 2004, 2007, 2012, 2013, 2014
- Copa FA de Maldivas: 11

1989, 1991, 1994, 1996, 1997, 1998, 2001, 2005, 2006, 2007, 2013
- Recopa de Maldivas: 4

1999, 2000, 2003, 2008
- Copa POMIS: 3

1994, 1995, 1997
- Supercopa de Maldivas: 0
  - Finalista: 1

2008
- Charity Shield de Maldivas: 1

2012

## Participación en competiciones de la AFC
- Champions League: 1 aparición

2003 - Segunda ronda clasificatoria
- Copa de Clubes de Asia: 3 apariciones

| 1992 - Segunda ronda clasificatoria | 1997 - Fase de grupos | 2002 - Primera ronda |

- Copa de la AFC: 4 apariciones

2005 - Semifinales
2006 - Fase de grupos
2007 - Fase de grupos
2008 - Fase de grupos
2013 -
- Recopa de la AFC: 5 apariciones

| 1994 - Cuartos de final 1996 - Cuartos de final | 1998 - Primera Ronda 1999 - Segunda Ronda | 2000 - Primera Ronda |

## Jugadores destacados
| - Yanko Kosturkov - Boikov Kamenov - Ali Ashfaq - Ali Fasir - Ibrahim Fazeel - Mohamed Jameel - Moosa Manik | - Mukhthar Naseer - Mohamed Nizam - Ahmed Saeed - Ahmed Thoriq - Ali Umar - Patrick Onyelo Oronji - Kudus Omolade Kelani |

## Entrenadores
- Yordan Stoykov (2004-2005)
- Vladimír Goffa (2006-2007)
- Gerd Zeise (2007)
- Vladimír Goffa (2007-2008)
- Mohamed Shiyaz (2011-2013)
- Velizar Popov (2013)
- Ángel Pérez García (2013-2014)
- Ismail Anil (2014) interino
- Simon McMenemy (2014)
- Ismail Anil (2014) interino
- Mika Lönnström (2014-2015)
- Sobah Mohamed (2015) interino
- Amir Alagic (2015)
- Sobah Mohamed (2015-)